# Тенчун
Тенчун (кит. спр. 腾冲市, піньїнь: Téngchōng Shì) — місто-повіт у південнокитайській провінції Юньнань, складова міської округи Баошань.

## Географія
Тенчун розташовується на захід від Юньнань-Гуйчжоуського плато у горах Гендуаншань — висота понад 1000 метрів над рівнем моря нівелює спекотний клімат низьких широт. Лежить на річці Швелі.

### Клімат
Місто знаходиться у зоні, котра характеризується океанічним кліматом субтропічних нагір'їв. Найтепліший місяць — липень із середньою температурою 20.6 °C (69 °F). Найхолодніший місяць — січень, із середньою температурою 8.3 °С (47 °F).
| Клімат Тенчуна          | Клімат Тенчуна | Клімат Тенчуна | Клімат Тенчуна | Клімат Тенчуна | Клімат Тенчуна | Клімат Тенчуна | Клімат Тенчуна | Клімат Тенчуна | Клімат Тенчуна | Клімат Тенчуна | Клімат Тенчуна | Клімат Тенчуна | Клімат Тенчуна |
| Показник                | Січ.           | Лют.           | Бер.           | Квіт.          | Трав.          | Черв.          | Лип.           | Серп.          | Вер.           | Жовт.          | Лист.          | Груд.          | Рік            |
| Абсолютний максимум, °C | 18             | 22             | 26             | 28             | 27             | 27             | 28             | 28             | 28             | 27             | 22             | 20             | 28             |
| Середній максимум, °C   | 17             | 17             | 22             | 23             | 23             | 22             | 23             | 24             | 25             | 22             | 20             | 17             | 21             |
| Середня температура, °C | 8              | 9              | 13             | 16             | 17             | 19             | 20             | 20             | 20             | 16             | 12             | 9              | 15             |
| Середній мінімум, °C    | 0              | 1              | 5              | 9              | 12             | 17             | 17             | 17             | 16             | 11             | 4              | 1              | 9              |
| Абсолютний мінімум, °C  | −2             | −2             | 0              | 6              | 11             | 15             | 16             | 13             | 12             | 5              | 1              | −3             | −3             |
| Норма опадів, мм        | 10             | 30             | 30             | 60             | 120            | 230            | 310            | 280            | 160            | 150            | 40             | 20             | 1490           |
| Вологість повітря, %    | 68             | 64             | 61             | 68             | 78             | 88             | 89             | 87             | 84             | 84             | 75             | 72             | 77             |
| ----------------------- | -------------- | -------------- | -------------- | -------------- | -------------- | -------------- | -------------- | -------------- | -------------- | -------------- | -------------- | -------------- | -------------- |
| Джерело: Weatherbase    |                |                |                |                |                |                |                |                |                |                |                |                |                |